# Gran Príncep
El títol de Gran Príncep (llatí: 
magnus princeps; rus:великий князь; serbi:veliki župan; txec:velkokníže, polonès:wielki książę; alemany:Großfürst, finlandès:suuriruhtinas, danès:storfyrste, suec:storfurste, lituà:didysis kunigaikštis, hongarès:nagyfejedelem;) és un títol que està just per sota de l'emperador o tsar, però és més alt que príncep.

## Rússia
Els membres de la casa imperial de Rússia utilitzen el títol de Grans ducs de Rússia, rus: Великие князья России velikikh kniazei Rossïi, amb el tractament d'alteses imperials. El títol de gran duc de Rússia el reben els fills del tsar, independentment de si són fills o filles, i els nets per línia masculina del tsar.
Els descendents de tercera generació dels tsars reben el tractaments de prínceps Romànov sense cap classe de tractament especial. Aquesta norma genèrica tan sols s'ha trencat en una ocasió, l'any 1951, en el moment en què el cap de la casa imperial de Rússia nomenà al príncep Gabriel Ràmanov, besnet del tsar Nicolau I de Rússia, gran duc.
En l'actualitat tan sols tres persones poden rebre el tractament de grans ducs de Rússia, la gran duquessa Maria de Rússia, el gran duc Jordi de Rússia, i la gran duquessa viuda Leònida Bragation-Moukhranskaya. Malgrat tot, certs sectors de la família Romanov, discuteixen la capacitat d'aquests de portar el títol de gran ducs que sembla reconegut per altres cases reial com l'espanyola o la danesa.